# Anna Záborská

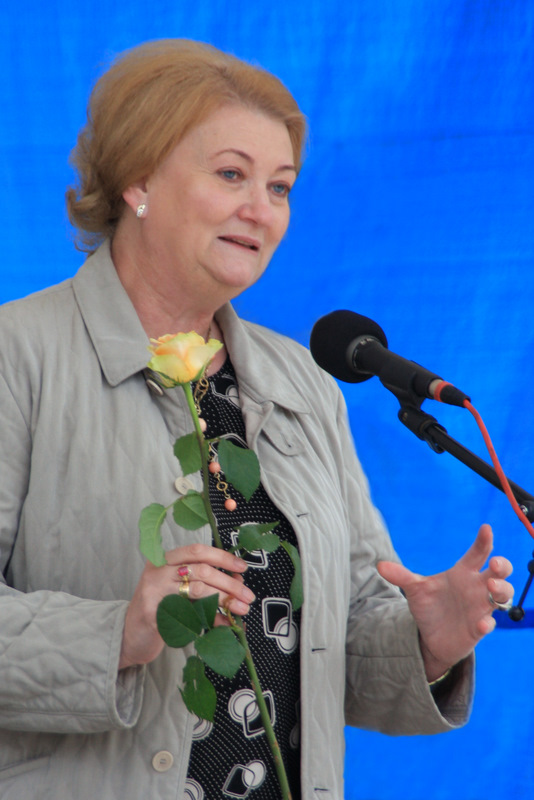
Anna Záborská

Anna Záborská este un om politic slovac, membru al Parlamentului European în perioada 2004-2009 din partea Slovaciei.
1. 1 2  ]][[Categorie:Articole cu legături către elemente fără etichetă în limba română
2. ↑  Minister Ivan Korčok udelil najvyššie ocenenie rezortu diplomacie Antonovi Neuwirthovi in memoriam (în slovacă), 21 ianuarie 2021, accesat în 10 ianuarie 2022
3. ↑  Deputații în Parlamentul European